# 士文水庫
士文水庫，是臺灣一座計劃中的水庫，位於屏東縣春日鄉士文溪中游，水庫預定地位於排灣族部落的傳統領域，壩址地為士文溪忘憂谷，水壩上游為士文村，下游為古華村。集水面積65.53平方公里，壩頂標高178公尺，正常滿水位標高170公尺、有效容量6,559萬立方公尺，每日供水量約20萬公噸，年計畫供水量7,300萬立方公尺。

## 計劃過程
- 1995年：計劃提出。[3]
- 2007年：進入環評[3]。
- 2009年：因為牽涉地質與部落文化問題，決議進入二階環評[3]。

## 外部連結
- 士文水庫可行性規劃 - 經濟部水利署水利規劃試驗所[永久]